# Gary Franks
Gary Alvin Franks (Waterbury, 9 febbraio 1953) è un politico statunitense, membro della Camera dei Rappresentanti per lo stato del Connecticut dal 1991 al 1997.

## Biografia
Nato a Waterbury, dopo gli studi a Yale Franks si dedicò alla politica con il Partito Repubblicano.
Nel 1990 si candidò alla Camera dei Rappresentanti e affrontò l'ex deputato democratico Toby Moffett, che riuscì a sconfiggere accusandolo di essere troppo liberale per rappresentare un distretto così conservatore. Franks divenne così uno dei pochi afroamericani repubblicani eletti al Congresso.
Franks fu riconfermato con successo nel 1992 e anche nel 1994, quando sconfisse il democratico James H. Maloney. Nel 1996 Maloney decise di sfidare nuovamente Franks e riuscì a sconfiggerlo con un discreto margine di scarto.
Rimasto fuori dal Congresso, Franks provò a tornarci nel 1998, candidandosi al Senato contro il democratico in carica Chris Dodd. Franks tuttavia perse le elezioni con un ampio margine.
Durante la permanenza alla Camera, Gary Franks fu membro del Congressional Black Caucus, sebbene la sua presenza fu oggetto di alcune controversie dovute alla sua affiliazione partitica.